# FC KTP 2016

## Stagione
Nella stagione 2016, il KTP ha disputato l'Ykkönen, seconda serie del campionato finlandese di calcio, terminando il torneo al nono posto con 28 punti conquistati in 27 giornate, frutto di 6 vittorie, 10 pareggi e 11 sconfitte, retrocedendo in Kakkonen, risultando questa la seconda retrocessione consecutiva. In Suomen Cup è sceso in campo a partire dal quarto turno, venendo subito eliminato dal PK-35 Vantaa.

## Organico

### Rosa
| N. |                      | Ruolo | Calciatore          |
| -- | -------------------- | ----- | ------------------- |
| 1  | Finlandia (bandiera) | P     | Jere Pyhäranta      |
| 2  | Finlandia (bandiera) | D     | Topi Pasi           |
| 3  | Finlandia (bandiera) | D     | Juuso Salonen       |
| 4  | Irlanda (bandiera)   | C     | Shane McFaul        |
| 5  | Finlandia (bandiera) | D     | Sebastian Dolivo    |
| 6  | Spagna (bandiera)    | C     | Alejandro Samaniego |
| 7  | Finlandia (bandiera) | C     | Matias Lindfors     |
| 8  | Finlandia (bandiera) | C     | Ville Oksanen       |
| 9  | Finlandia (bandiera) | A     | Niko Ikävalko       |
| 10 | Finlandia (bandiera) | A     | Jussi Aalto         |
| 11 | Finlandia (bandiera) | C     | Janne Veija         |
| 13 | Georgia (bandiera)   | D     | Giorgi Ositashvili  |
| 14 | Finlandia (bandiera) | A     | Oskari Kekkonen     |

| N. |                      | Ruolo | Calciatore          |
| -- | -------------------- | ----- | ------------------- |
| 15 | Estonia (bandiera)   | A     | Kaarel Usta         |
| 16 | Finlandia (bandiera) | D     | Teemu Honkaniemi    |
| 17 | Finlandia (bandiera) | D     | Oskari Paasanen     |
| 18 | Finlandia (bandiera) | A     | Aleksi Tarvonen     |
| 19 | Liberia (bandiera)   | C     | Isaac Kannah        |
| 20 | Finlandia (bandiera) | C     | Valeri Minkenen     |
| 21 | Cipro (bandiera)     | A     | Alekos Alekou       |
| 22 | Finlandia (bandiera) | A     | Markus Jääskeläinen |
| 23 | Finlandia (bandiera) | A     | Ilmari Ylönen       |
| 31 | Finlandia (bandiera) | P     | Sauli Kilpeläinen   |
| 32 | Finlandia (bandiera) | P     | Tatu Niskanen       |
| 62 | Finlandia (bandiera) | D     | Juuso Laitinen      |

## Statistiche

### Statistiche di squadra
| Competizione | Punti | In casa | In casa | In casa | In casa | In casa | In casa | In trasferta | In trasferta | In trasferta | In trasferta | In trasferta | In trasferta | Totale | Totale | Totale | Totale | Totale | Totale | DR |
| Competizione | Punti | G       | V       | N       | P       | Gf      | Gs      | G            | V            | N            | P            | Gf           | Gs           | G      | V      | N      | P      | Gf     | Gs     | DR |
| ------------ | ----- | ------- | ------- | ------- | ------- | ------- | ------- | ------------ | ------------ | ------------ | ------------ | ------------ | ------------ | ------ | ------ | ------ | ------ | ------ | ------ | -- |
| Ykkönen      | 28    | 14      | 3       | 6       | 5       | 27      | 26      | 13           | 3            | 4            | 6            | 20           | 24           | 27     | 6      | 10     | 11     | 47     | 50     | -3 |
| Suomen Cup   | -     | 1       | 0       | 0       | 1       | 1       | 2       | 0            | 0            | 0            | 0            | 0            | 0            | 1      | 0      | 0      | 1      | 1      | 2      | -1 |
| Totale       | -     | 15      | 3       | 6       | 6       | 28      | 28      | 13           | 3            | 4            | 6            | 20           | 24           | 28     | 6      | 10     | 12     | 48     | 52     | -4 |